# Ixora novoguineensis
Ixora novoguineensis là một loài thực vật có hoa trong họ Thiến thảo. Loài này được Mouly & B.Bremer mô tả khoa học đầu tiên năm 2009.